# 武力不行使原則

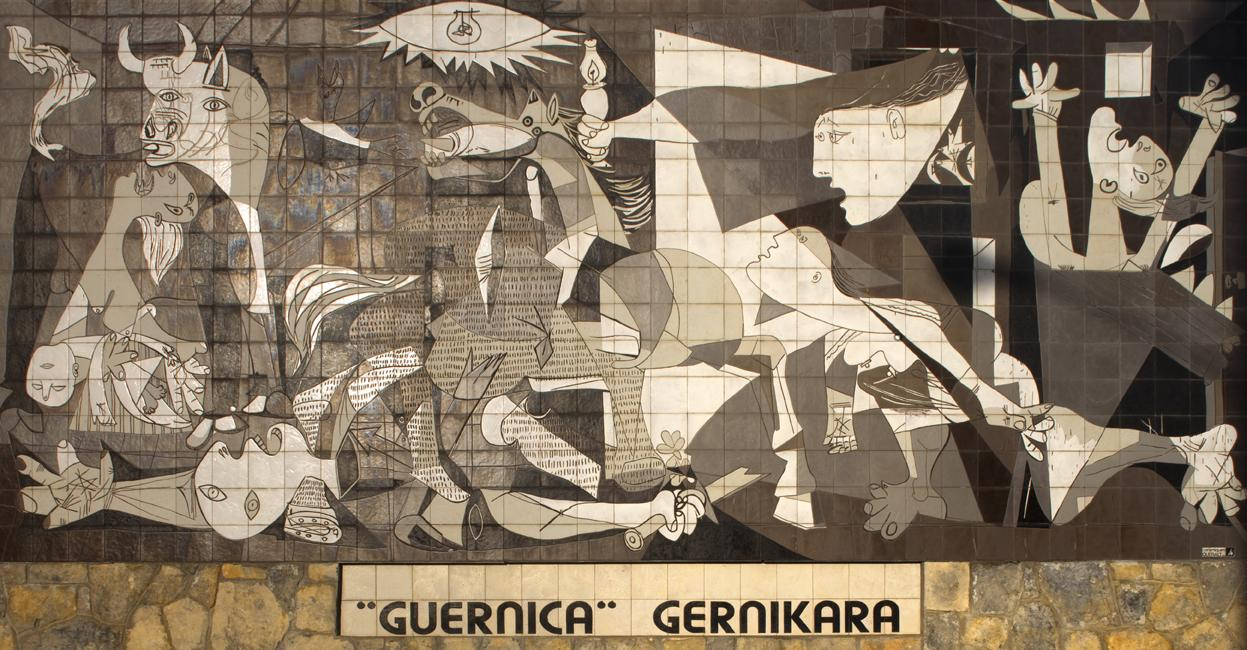
パブロ・ピカソ作の絵画『ゲルニカ』を模した壁画。ナチス・ドイツによるゲルニカ爆撃にインスピレーションを受けて描かれたと言われる。反戦の象徴として知られ、国連本部安保理議場前には『ゲルニカ』のタペストリーが展示されている。

武力不行使原則（ぶりょくふこうしげんそく）、または武力行使禁止原則（ぶりょくこうしきんしげんそく）は、国際関係において武力の行使、武力による威嚇をすることを禁じた国際法上の原則である。1945年の国連憲章2条4項に定められ、1986年のニカラグア事件国際司法裁判所判決では武力不行使原則が国連憲章上の原則であるにとどまらず慣習国際法としても確立していることが確認された。慣習国際法としての確立により、現代における通説では武力不行使原則が国連憲章を批准していない国連非加盟国に対しても適用されると考えられている。こうした現代の武力不行使原則は不戦条約などの戦前の戦争違法化の欠陥を克服した側面もあり、人類の長年にわたる戦争禁止の努力を前進させたものと評価されるものである。しかし一方で、アメリカ、イギリス、フランス、ロシア、中国といった国連安保理常任理事国が自ら武力不行使原則に違反する行動をとった場合に十分な対応ができないという不完全な側面もある。

## 沿革

### 正戦論

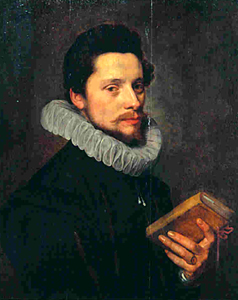
フーゴー・グロティウスの肖像画。正戦論を精緻化したとされ、「国際法の父」ともいわれる。

戦争をどのようにして規制するのかは、国際法学において長く重大な課題であり続けた。正戦論または正規戦争論とは、戦争を正当な戦争と不正な戦争とに分け、正当な原因にもとづいた戦争だけを合法な戦争として認め不正な戦争を排除しようとする考え方であり、アウグスティヌスが初めて体系化したといわれる。さらにスコラ学を経て中世の神学者に伝わり、フーゴー・グロティウスをはじめとした近世の国際法学者たちに正戦論が受け継がれた。グロティウスは1625年の著書『戦争と平和の法』の中で、戦争の正当原因を詳細に述べて正戦論をより精緻なものとしたと言われるが、しかし正戦論は実定法上の根拠を欠いた理論上のものにとどまるものであった。

### 無差別戦争観
近代になると、戦争の当事者双方が自らの正当原因を主張し合って譲らない場合においては、いずれかの当事者に正当原因があるのかを判定する上位の権威者が存在しなければいずれの当事者が正当原因を持つかを判定できず、現実の国際社会ではそのような上位の権威者が存在しないため、正戦論を現実に適用することは困難だと考えられるようになった。こうして18世紀になると正戦論は後退していき、無差別戦争観の主張が有力になっていく。無差別戦争観とは戦争をその原因が正か不正かによって差別せず、戦争を無差別にとらえようとする考え方である。この無差別戦争観においては戦争の正当原因は国際法の対象外の問題とされ、国際法はもっぱら個々の戦闘の手段・方法を規律するものだと考えられた。19世紀にはこの無差別戦争観が主流となっていくが、南北戦争、イタリア統一戦争、クリミア戦争といった凄惨な戦争の反省から、19世紀半ばごろにはすでに無差別戦争観を否定して武力行使や戦争になんらかの規制を求める考え方が主張されるようになっていた。

### 国際連盟期の戦争違法化
20世紀にはいると第一次世界大戦の勃発により無差別戦争観の考え方が改められ、戦争に訴える権利や武力行使に規制が試みられるようになった。例えば1907年の契約上ノ債務回収ノ為ニスル兵力使用ノ制限ニ関スル条約や開戦ニ関スル条約などがこの時代における規制に当たる。1919年の国際連盟規約はさらに規制を強め、国際裁判や連盟理事会を通じた国際紛争の平和的解決義務を定め、これに違反して戦争に訴えることを禁止した(戦争モラトリアム)。しかし連盟規約では戦争や武力行使が全面的に禁止されることはなかった。
連盟規約ではできなかった戦争の違法化を達成した最初の条約は1928年の不戦条約であった。これは戦争に訴える権利そのものを否定した最初の条約であったと言えるが、以下のような重大な欠陥もあった。つまり欠陥とは、開戦宣言や最後通牒無しに武力行使が行われる場合のような、正規の戦争ではないものが条約の対象外とされたこと。条約違反に対しての有効な制裁措置が欠けていたこと。条約の解釈・適用に関する紛争解決手続きが定められていなかったこと。各国が留保や解釈宣言を行うことにより条約の適用を除外することが広く認められてしまったこと、といった点があげられる。実際に、1928年から1935年のチャコ事件、1931年の満州事変、1934年のエチオピア事件、1937年の日華事変などでは、連盟規約や不戦条約に違反しないとの主張のもと武力行使が行われた。

### 国連発足

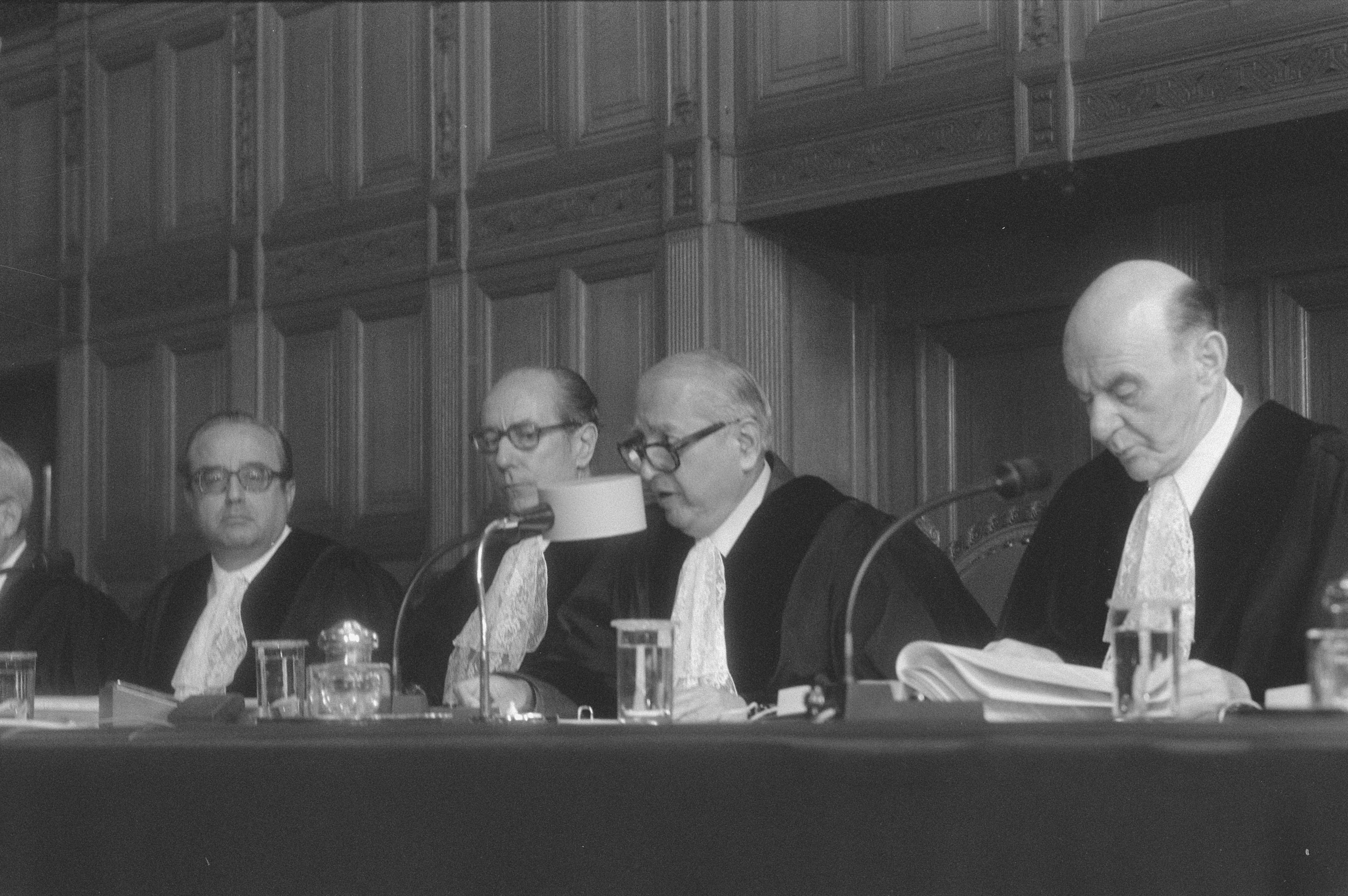
1986年のニカラグア事件本案判決言渡しをする国際司法裁判所の裁判官団。このとき国際司法裁判所は、国連憲章2条4項の武力不行使原則が、憲章上の義務であるにとどまらず慣習国際法としても確立していることを確認した。

1945年の国連憲章では、2条3項に定められた国際紛争の平和的解決義務に直接的に関係するものとして、2条4項で武力不行使原則が定められた。この国連憲章2条4項により、国際関係における武力の行使・武力による威嚇は原則的にすべて禁止されることとなった。2条4項の規定は開戦意思の有無を問わずすべての武力の行使・武力による威嚇を禁止したという点で、不戦条約の欠陥を克服したものといえる。「戦争」という用語を用いていないことから、戦争に至らない武力行使をも禁じた趣旨の規定であり、さらには武力による威嚇にまで規制対象を拡大させている。そのほかにも国連憲章では国際紛争の平和的解決手続きを第6章で詳細に定め、自衛権行使の場合には国連安保理への報告を義務付け(51条)その当否を安保理が集中的に判断する(39条)という体制が導入された。このようにして、戦争の禁止という国際社会の長年の課題は、国連憲章によって一定の前進を果たしたと評価される。しかしながら、安保理常任理事国が自ら武力不行使原則に違反する行動をとった場合、常任理事国の拒否権行使によって安保理が適宜の判断や決定をできないということが国連発足後往々にして起きており、この点に関しては2条4項の武力不行使原則が疑問視されることも多い(#武力不行使原則の課題参照)。

### 慣習国際法として確立
ニカラグアに対するアメリカの武力行使などが問題とされた1986年のニカラグア事件国際司法裁判所判決では、アメリカが選択条項受諾宣言の中で多国間条約に関する紛争について留保を付していたため、国際司法裁判所は国連憲章のような多国間条約に基づく請求を受理することができなかったが、国際司法裁判所は友好関係原則宣言のような国連総会決議、米州機構の決議、ヘルシンキ宣言を援用し、国連憲章2条4項の武力不行使原則は慣習国際法としても確立していることを認定した。慣習国際法として確立したことで、武力不行使原則は国連憲章を批准していない国連非加盟国に対しても適用されると考えられている。

## 国連憲章2条4項の解釈
ニカラグア事件国際司法裁判所判決では、慣習国際法上の武力不行使原則は国連憲章2条4項における武力不行使原則と合致するものであると判断されている。ここでは以下に引用するこの国連憲章2条4項の解釈について述べる。

### 国際関係において
武力不行使原則によって禁止される武力行使は「国際関係において」のものである。国内における武力行使は武力不行使原則によって規制されるものではない。そのため例えば国内で発生した叛徒に対して政府が軍事力を行使したり、あるいは内戦において軍事力が行使されるような場合武力不行使原則の規制対象外である。しかし一国内で発生した内戦に対して外国が介入する場合には事情が異なる。正当政府の要請に従って介入する場合には合法であり叛徒側に立った介入は違法であるとする見解が一般的ではある。しかしこうした見解に対しては、複数の第三国が内戦をしている当事者の双方を正当政府と認めることで内戦が国際化するおそれがあること、人民自決権に反する場合があることなどを理由に、いずれの立場に立った内戦への介入も行うべきではないとする有力な批判もある。

### 武力(force)
国連憲章2条4項の「武力」(英語正文:force)という文言に、武力以外の「力」(force)の行使が含まれるとする主張がある。これは軍事的な「力」とは異なった、例えば政治的「力」による強制や経済的「力」による強制が国連憲章2条4項によって禁止されているかという問題である。このような主張は発展途上国や旧東側諸国によってなされてきたが、経済的強制をも含めようとするブラジルの提案が否定された国連憲章起草過程にかんがみれば、武力以外の「力」の行使が含まれるとする主張は一般的に受けいれられたものとは言い難い。

### 領土保全又は政治的独立に対するもの
国連憲章2条4項における「領土保全又は政治的独立に対するもの」という文言から、他国の領土保全や政治的独立を害さない武力行使は、国連の目的と合致する限り禁止されていないとする主張がある。このような立場においては、自国民保護のために一時的に軍事力を行使したり武力復仇をすることは許容されているとする。しかし国連憲章を採択したサンフランシスコ会議において上記の文言が挿入された経緯からして、この文言が武力行使禁止の範囲を限定するものではないことは明確だとされている。したがって通説では、「領土保全又は政治的独立に対するもの」という文言は他国の領土保全や政治的独立を害する武力行使の禁止を特に強調したものであって、それ以外の武力行使を許容するものではないと考えられている。

### 威嚇・行使
1996年の核兵器の威嚇または使用の合法性国際司法裁判所勧告的意見では、ある武力行使が違法ならば、そのような武力を行使するとの威嚇もまた違法なものとなるという意味で、国連憲章2条4項における威嚇または行使(英語正文:threat or use of force)というふたつの観念は一体のものと判断された。これは武力行使とは別に、武力による威嚇の要件について一つの解釈を示したものと評価される。

## 国連憲章上の例外
武力不行使原則は国連憲章2条4項に定められた同憲章上の原則であるが、同時に憲章には武力不行使原則の例外が3つ規定されている。旧敵国条項(53条1項、107条)、安保理による強制行動(7章)、自衛権(51条)の3つがこの例外に当たる。この中で旧敵国条項については敵国として想定されていた国々が国連に加盟したことにより事実上失効しているが、それ以外の国連憲章51条、53条、7章に基づく武力行使は、現行の国際法化において許容される唯一の武力行使とされている。

### 安保理による強制行動
国連憲章7章は「平和に対する脅威、平和の破壊及び侵略行為に関する行動」と題された39条から51条までの13か条である。国連安保理に「平和に対する脅威、平和の破壊又は侵略行為」を認定する権限が与えられ(39条)、平和・安全を維持・回復するための強制措置発動の権限が認められた(41条以下)。このような国連憲章7章にもとづく安保理の強制行動も武力不行使原則の例外と言える。ただし、国連安保理常任理事国やその支持を受けた国が行う武力行使について39条の「平和に対する脅威、平和の破壊又は侵略行為」を認定することは実際上困難であり、常任理事国の見解が一致してこのような制度が機能した先例はそれほど多くはない。それでも個別の条文を明記することなく憲章第7章に基づく措置であるとして多様な措置がとられており、国連憲章が本来予定していなかった国連平和維持活動のなかにも憲章7章の下に位置づけられるものも現れている。

### 自衛権
上記の国連憲章51条は、2条4項の武力不行使原則の例外として、個別的・集団的自衛権を定めている。個別的自衛権とは、外国から自国への違法な侵害に対して自国防衛のため緊急の必要がある場合、侵害に武力による反撃をする国際法上の権利である。また集団的自衛権とは、他国が武力攻撃を受けた場合に、攻撃を受けた国と密接な関係にある別の国が攻撃を受けた国と共同で防衛に当たる権利である。

### 旧敵国条項
上記に引用する国連憲章53条、107条は旧敵国条項といわれ、もともと第二次世界大戦において連合国の敵国であった日本、ドイツ、イタリアに対する強制行動を定めていた規定であり、武力不行使原則の例外を定めた規定である。しかしこうした旧敵国条項は戦後の過渡的な規定であったと考えられており、旧敵国として想定されていた国々がすべて国連に加盟した現在においては事実上失効していると評価されているが、主権平等の観点から改正や削除が必要だとする見解もある。

## 武力不行使原則の課題

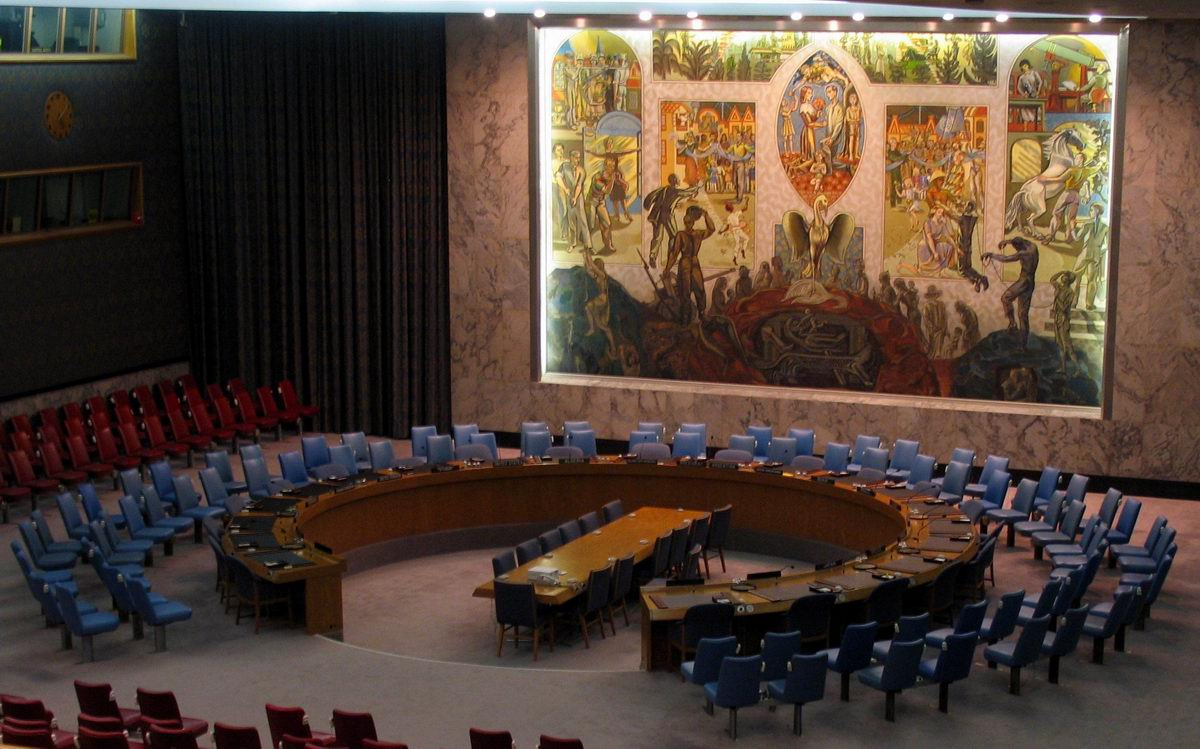
国連安保理の議場。国連憲章24条1項には、国連安保理は「国際の平和及び安全の維持に関する主要な責任」を負うと定められている。

国連憲章は武力による威嚇・武力行使を慎むべきことを定め、「平和に対する脅威、平和の破壊又は侵略行為」に対しては国連安保理に軍事的強制措置すらも発動可能な権限を認めた(国連憲章39条、42条)。さらに自衛権行使の場合など、武力行使が例外的に認められる場合も規定され、不戦条約には欠けていた強制措置を補っている。また国連憲章第6章では国際紛争の平和的解決手続きを詳細に定めることで戦争に訴える機会を極小化させているなど、国連憲章は人類の長年にわたる戦争禁止の試みを前進させたものと評価されるものである。しかし一方で、自衛権行使のような強制措置は国内社会における警察権力のように機械的に動くものではなく、常任理事国に拒否権が認められた、国連安保理において行われる政治的決定によって判断されることとなった。例えば仮に常任理事国が国連憲章に反する武力行使を自ら行った場合、この常任理事国の行動が「平和の破壊」にあたるとして強制措置をとるよう安保理に提案がなされたとしても、武力行使を行うこの常任理事国一国のみが拒否権を行使するだけでこの提案は否決されることとなる。このように国連安保理が中心となった国連の集団安全保障体制は武力不行使原則を絶対的に支えるものではなく、むしろ不完全なものと言える。こうした不完全性のため、現に発生する武力行使に対して国連安保理がふさわしい判断や決定をできない事態が国連発足後も往々にして起きており、こうした点に関しては国連憲章2条4項の武力不行使原則が疑問視されることも少なくはない。たとえば、現になされている武力行使について国際裁判がなされた数少ないケースであるニカラグア事件国際司法裁判所判決では、裁判によって常任理事国アメリカの行動を規制することができたとは言い難い。